# Línia 9 (Rodalies Madrid)

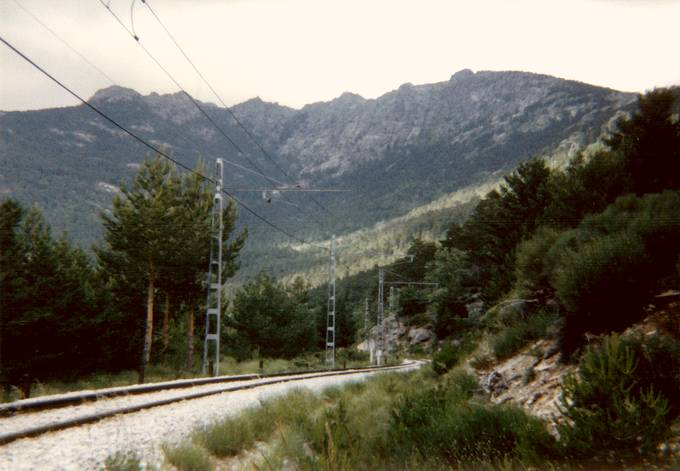
Vies de la línia C-9 amb Siete Picos de fons.

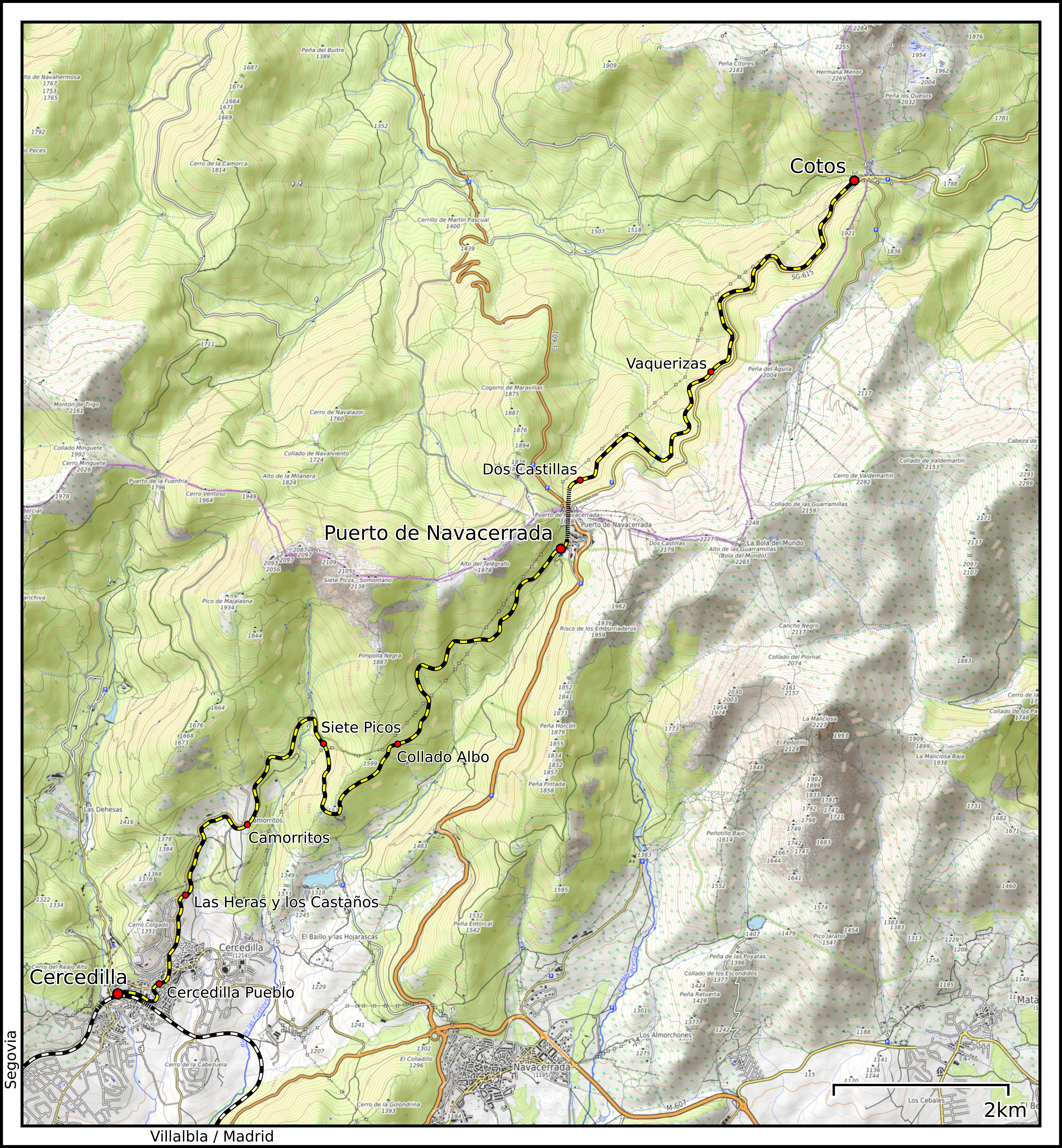

La línia C-9 de Rodalies Madrid també anomenada Ferrocarril de Cotos o Ferrocarril Elèctric del Guadarrama recorre 18 km per la zona central de la Serra de Guadarrama (Sistema Central).